# エコキャップ運動
エコキャップ運動（エコキャップうんどう）とは、ペットボトルのキャップ（エコキャップと呼ぶ）を収集し、そのリサイクルで発生した利益を、発展途上国の子ども向けワクチン代として寄付することを掲げている運動である。

## 概要・歴史
2005年に日本労働組合総連合会会長を退任した笹森清が、旧知の永田近から、ボランティア活動をしている神奈川県の女子高校生が「ペットボトル本体はリサイクルされているが、ふたはゴミに出すのがもったいない。何かできないか」と言っていた話を聞き、永田に誘われて活動を始めた。集めたキャップの売却利益の寄付先を検討した結果、ポリオワクチンを開発途上国へ贈るために寄付することとし、「地球環境問題」「資源活用」「国際貢献」の3つを活動テーマに設定して、他の多くの団体に参加を呼びかけた。2006年1月に任意団体「エコキャップ推進全国連絡協議会」を設立、2007年4月には「エコキャップ推進協会」へ改名し、2008年2月にNPO法人として認証された。活動の結果、キャップを収集する団体やキャップを買い取る業者が全国に広がり、2010年には毎月1億個のキャップが収集されるようになった。

## エコキャップ運動を行っている団体
- エコキャップ推進協会[3]

世界の子どもにワクチンを日本委員会、国境なき医師団、国際ロータリーに寄付している。
- 全国障害者福祉援護協会 エコキャップ協会[7]
- Reライフスタイル[8]

世界の子どもにワクチンを日本委員会に寄付している。
など

## 活動に対する評価
- 世界の子どもにワクチンを日本委員会の理事長細川佳代子は、リサイクル、環境問題の関する活動を通して、子供たちのいのちを助けていることを挙げ、本当に素晴らしい活動をやっていると評価した[10]。
- エコキャップ推進協会は、「地球に愛を、子供に愛を「ペットボトルのキャップを集めて、世界の子どもたちにワクチンを届けよう！」」と称する事業に対して、三重県から第8回 日本環境経営大賞 環境価値創造部門 環境価値創造賞を受賞した[11]。

## 活動に対する批判

### 化石燃料の浪費と二酸化炭素増加による環境破壊
輸送時
エコキャップ運動はその特性上、キャップを送付先に送る必要がある。現状ではエコキャップは他の輸送物とともに輸送されているため、新たな環境負荷は発生していないが、エコキャップ運動が本格化して専用回収等が実施されると各学校・各店などからキャップを輸送するのに必要なエネルギー投入が膨大になり、輸送時に大量のCO2等が排出されるため、逆に環境に悪影響を与えることになる。
エコキャップ推進協会は、同協会の資料によれば沖縄県などの離島や、海外のアメリカ、中国、オーストラリア、タイ、ケニアからキャップを回収した実績がある。
リサイクル時
ペットボトルキャップの原材料にはポリエチレン・ポリプロピレンと複数あり、単一ではない。
そのため、選別をせずに材料としてケミカルリサイクルすることはできず、その場合は純粋なポリエチレン製品・ポリプロピレン製品にリサイクルすることは不可能で、安定した品質の再生品を作り出すことが難しく用途が限られ市場価格は低い。
この問題点を解決するため、プラスチックのリサイクルを行う進栄化成株式会社は、近赤外光センサーで「2種類の樹脂（ポリエチレン・ポリプロピレン）」および「白色とその他の色」別の計4種類に選別粉砕加工する機械エコキャップ選別システムを開発し運用しているが、この装置は1台5000万円と高価なため普及には至っていない。
また、家庭や学校から配達される一般廃棄キャップには汚れが存在していたり、懸賞シールの付着等、キャップ以外のゴミが混ざっている。そのため、不純物の分別・洗浄・脱水乾燥の工程が必須であり、さらに粉砕した上で溶融される。このような工程を踏んだ上で再生プラスチック製品ができる。この分別・洗浄などの過程には膨大なエネルギーが投入され、大量の二酸化炭素が発生する。
省資源ではなく二酸化炭素の増加に問題を絞った場合、製品・工場によって投入されるエネルギーは様々ではあるが、一般廃棄プラスチックのリサイクルによって作られるプラスチック製品の生産が、焼却によって増える二酸化炭素を下回るエネルギーで可能な実用レベルの方法は現在の技術をもってしても存在していない。
そのため、リサイクル活動全体によるエネルギー投入・二酸化炭素の増加が、焼却による二酸化炭素の増加を上回っている。
また、エコキャップ運動を学校等で行う場合、活動に参加しようとペットボトル飲料を必要以上に購入する本末転倒な行為を助長して資源の無駄遣いに繋がったり、ペットボトル以外の環境に低負荷な容器を選択するという真の環境保護教育に繋がっていないという批判がある。

### エコキャップの売却価格と市場価格の乖離
エコキャップ運動で集められたキャップは、1kg（約400個）あたり15円でリサイクル企業に売却されているが、通常のポリエチレンやポリプロピレンの価格は1kgあたり216.5-218.0円（日経商品指数：2011年5月末）と 1kgあたり約200円の価格差があり、エコキャップ運動に提携するリサイクル事業者に利益をもたらしているのではないかとの指摘がある。これに対してエコキャップ推進協会理事の永田近は「リサイクル事業者が15.8円／kgで仕入れたあと、粉砕したチップやペレットにした物を100円／kgで売っているかもしれない。そこはわかりません」「提携している事業者の数は把握しきれないほど多く、理事が参加を斡旋することはない」と回答している。

### キャップ交換収入より高い輸送費
キャップを送付先に送る輸送費も無視できない。現在の各自治体の再資源化ゴミ収集やイオン株式会社等の各企業が行っている他の輸送物とのまとめ輸送、持ち込み等の各輸送手段はほぼ費用を生じさせない。しかしエコキャップ推進協会が提供する、キャップを再生業者に発送できる「エコキャップ配送サービス」（佐川急便）を利用すると、20枚入り1,350円（1枚あたり135円）で提供されるポリプロピレンの袋を買い、1袋約6キロ（2,400個）のキャップを420円で発送することになる。キャップ6kg（2,400個）で得られる寄付金額は60円であり、この額の約9倍の金額を輸送業者と協会に支払う必要がある。
ワクチン一人分の20円のために2kg(約800個)ものキャップを集め、輸送費を払って送るという効率の悪い方法を採るよりも、輸送費を寄付した方がはるかに多くのワクチンを購入することが出来る。エコキャップ推進協会では、環境学習の目的に賛同する方にのみ輸送費を払ってまでの参加を促しており、ワクチン目的であるならば直接の寄付を勧めている。

## 寄付金の不正使用
寄付金の大部分は人件費や家賃に回されており、ごく一部しか送付されていない。
エコキャップ推進協会の矢部信司理事長は週刊ポストの取材に対し、2013年9月〜2014年8月期の収入約9,000万円の使い道について、障害者支援事業（キャップの洗浄・異物除去などの作業委託）に1900万円、人件費が約3900万円、事務所家賃などに約3900万円を充てたと答えた。
エコキャップ推進協会の役員は毎月35万の報酬を得ており、2013年9月以降、寄付金はワクチン等の支援に使われていないことが発覚している。